# Municipio de Bryant (Kansas)
El municipio de Bryant (en inglés: Bryant Township) es un municipio ubicado en el condado de Graham en el estado estadounidense de Kansas. En el año 2010 tenía una población de 74 habitantes y una densidad poblacional de 0,32 personas por km².

## Geografía
El municipio de Bryant se encuentra ubicado en las coordenadas 39°11′54″N 100°4′31″O / 39.19833, -100.07528. Según la Oficina del Censo de los Estados Unidos, el municipio tiene una superficie total de 233.19 km², de la cual 233,12 km² corresponden a tierra firme y (0,03 %) 0,08 km² es agua.

## Demografía
Según el censo de 2010, había 74 personas residiendo en el municipio de Bryant. La densidad de población era de 0,32 hab./km². De los 74 habitantes, el municipio de Bryant estaba compuesto por el 93,24 % blancos y el 6,76 % eran de una mezcla de razas. Del total de la población el 4,05 % eran hispanos o latinos de cualquier raza.